# دان بيلزيريان
دانييل براندون بيلزيريان (بالإنجليزية: Dan Bilzerian)(من مواليد 7 ديسمبر 1980)، هو لاعب بوكر أمريكي ورجل أعمال ومؤثر على وسائل التواصل الاجتماعي. اشتهر بأسلوب حياته الفاخر وصوره التي تظهر مع عارضات أزياء يرتدين ملابس مكشوفة على منصات التواصل الاجتماعي. وهو الابن الأكبر لرجل الأعمال بول أليك بيلزيريان وشقيق لاعب البوكر والكاتب آدم جيه بيلزيريان.
تشمل مشاريعه التجارية شركة "Ignite International Brands Ltd." التي تبيع السجائر الإلكترونية وزيوت الكانابيديول وزجاجات المياه والفودكا، إلى جانب منتجات أخرى. كما خاض مجالات أخرى، حيث ظهر في أفلام مثل المعادل ومطاردة القطة 2 وكلاهما صدر في عام 2014، وفيلم عملية إنقاذ عام 2015، وكتب سيرته الذاتية بعنوان The Setup عام 2021، التي تسرد حياته وأسلوب حياته المثير للجدل.

## النشأة
ولد بيلزيريان في 7 ديسمبر 1980 في تامبا بولاية فلوريدا، وهو نجل المتخصص في الاستحواذ على الشركات بول بيلزيريان، وشقيق لاعب البوكر آدم بيلزيريان. وهو من أصل أرمني. عمل في شركة وول ستريت، حيث أنشأ صناديق استئمانية لكلا ولديه للعيش. دخل برنامج تدريب القوات البحرية الأمريكية في عام 2000؛ وبعد عدة محاولات لم يتخرج. ثم التحق بجامعة فلوريدا، وتخصص في الأعمال وعلم الجريمة.

### لعب البوكر
لعب بيلزيريان في الحدث الرئيسي لعام 2009 في بطولة العالم للبوكر، وحصل على المركز 180. وفي عام 2010 صُوَّت له كأحد أطرف لاعبي البوكر على تويتر من قبل مجلة بلوف. في نوفمبر 2013 نشر بيلزيريان ادعاءً غير مؤكد أنه ربح 10.8 مليون دولار من ليلة واحدة من لعب البوكر، وفي 2014 زعم أنه ربح 50 مليون دولار على مدار العام، مضيفًا أنه «لم يعد يلعب ضد المحترفين بعد الآن وأكبر ما خسره في جلسة واحدة هو 3.6 مليون دولار».

### قضايا قانونية
في عام 2014 رفع بيلزريان دعوى قضائية ضد منتجي فيلم ناج وحيد. تنص الدعوى التي قدمها أنه دفع مليون دولار مقابل ظهوره في الفيلم لمدة ثماني دقائق و80 كلمة حوار، ولكن تم تقليل دوره إلى أقل من دقيقة. وطالب بتعويض 1.2 مليون دولار (المبلغ الأصلي بالإضافة إلى عقوبة 20 في المائة). أًسقطت الدعوى فيما بعد، حيث حصل بيلزيريان على الكثير من الدعاية وكسب 1.5 مليون دولار من استثماره بسبب النجاح التجاري للفيلم.
في أغسطس 2014 حُظر من دخول ملهى ليلي في ميامي لركل العارضة فانيسا كاستانو في وجهها لأنها هاجمت رفيقته. ورفعت كاستانو دعوى قضائية ضد بيلزيريان لإصاباتها.
وفي ديسمبر 2014 تورط في مسألة قانونية مع الممثلة الإباحية جانيس جريفيث بعد أن ألقى بها من سطح منزله في حمام السباحة كجزء من جلسة تصوير لمجلة هوستلير في أبريل 2014. لكنها كُسرت قدمها، وطلبت جريفيث البالغة من العمر 18 عامًا من بيلزيريان 85000 دولار لإصاباتها، لكن رُفِضَت الدعوى بحجة أن بيلزيريان استأجرها للقيام بهذا العمل بعد موافقتها بتحمل النتائج.
وفي 9 ديسمبر 2014 أُلقي القبض عليه في مطار لوس أنجلوس الدولي، ووفقًا لشرطة لوس أنجلوس فإن القبض عليه جاء بموجب أمر هارب من نيفادا وحُجز في قسم المحيط الهادئ التابع لشرطة لوس أنجلوس حوالي الساعة 10 مساءًا، ووُجهت له تهمة انتهاك القانون وامتلاك جهاز متفجر أو حارق". ثم أُطلِق سراحه في ذات اليوم بعد إسقاط التهم.
وفي 28 أغسطس 2018، سافر بيلزيريان إلى أرمينيا مع شقيقه آدم ووالده بول لأداء قسم اليمين من أجل الحصول على الجنسية الأرمنية والانضمام إلى القوات المسلحة الأرمنية. وخلال هذه الرحلة، زار أيضًا جمهورية مرتفعات قرة باغ، حيث ظهر وهو يطلق النار في ميدان للرماية هناك. ردًا على ذلك، قدمت حكومة أذربيجان مذكرة احتجاج إلى الولايات المتحدة بسبب النزاع القائم حول قرة باغ، واستدعت القائم بالأعمال الأمريكي وليام جيل لتوثيق الاحتجاج رسميًا إلى وزارة الخارجية الأمريكية. كما أصدرت محكمة باكو مذكرة توقيف بحق بيلزيريان ووضعته على قائمة المطلوبين الدولية.

### نشاطه السياسي
في يونيو 2015، أعلن بيلزيريان عن نيته الترشح لرئاسة الولايات المتحدة في انتخابات 2016، لكنه في النهاية قرر دعم حملة دونالد ترامب الانتخابية.
أثار بيلزيريان جدلاً واسعاً بسبب سلسلة من التصريحات المناهضة لليهود واليهودية في 2010. حيث قال أن الشعب اليهودي ارتكب المجاعة الكبرى في أوكرانيا السوفييتية، واغتال جون كينيدي في عام 1963 ومعمر القذافي في عام 2011، وخلق "هراء التحول الجنسي"، ودبّر هجمات 11 سبتمبر وحرب العراق. كما ذكر أن ألمانيا النازية "ازدهرت" عندما "أزال هتلر اليهود من النظام المصرفي" وأن العصر الذهبي لإسبانيا بدأ عندما طردوا اليهود بعد سقوط الأندلس في عام 1492.

### موقفه من الحرب على غزة
في عام 2024، أدان بيلزيريان إسرائيل وأعرب عن دعمه لحماس في خضم حرب غزة، ووصفها بأنها "منظمة مقاومة" ووصف زعيمها السابق يحيى السنوار بأنه "بطل". وفي مقابلة أجريت عام 2024 مع بيرس مورغان، قال بيلزيريان أن اليهودية "تروج للتفوق والاغتصاب، وتسرق من الآخرين طالما أنهم ليسوا يهودًا" وأن "معظم المشاكل اليوم سببها التفوق اليهودي". واستشهد بمصطلح "معاداة السامية" كتسمية خاطئة، مشيرًا إلى أن الشعب الفلسطيني "هم الساميون الحقيقيون". كما ذكر أن جميع اليهود الإسرائيليين هم " يهود أشكناز من أوروبا الشرقية" وليس لديهم حمض نووي عبراني حقيقي. وادعى بيلزيريان أيضًا أن اليهود يسيطرون على وسائل الإعلام. وروجوا لإنكار الهولوكوست، قائلاً "أراهن على صافي ثروتي بالكامل أن ضحايا الهولوكوست أقل من ستة ملايين". وقال بيلزيريان أن اليهود "قتلوا مسيحيين أكثر من ستة ملايين" وأنهم "اخترعوا الإبادة الجماعية بشكل أساسي".

## أعماله السينمائية
| السنة | العنوان (بالإنجليزية) | العنوان (بالعربية) | الدور                         |
| ----- | --------------------- | ------------------ | ----------------------------- |
| 2016  | War Dogs              | كلاب الحرب         | نفسه                          |
| 2015  | Extraction            | عملية إنقاذ        | هيغينز                        |
| 2014  | The Equalizer         | المعادل            | رجل تيدي                      |
| 2014  | Cat Run 2             | كات ران 2          | كوردراي                       |
| 2014  | The Other Woman       | المرأة الأخرى      | الرجل الوسيم في البار         |
| 2013  | Lone Survivor         | الناجي الوحيد      | كبير ضباط الصف دانييل ر. هيلي |
| 2013  | Olympus Has Fallen    | سقوط أوليمبوس      | —                             |

## روابط خارجية
- دان بيلزيريان على موقع IMDb (الإنجليزية)
- دان بيلزيريان على موقع روتن توميتوز (الإنجليزية)
- دان بيلزيريان على موقع ألو سيني (الفرنسية)
- دان بيلزيريان على موقع أول موفي (الإنجليزية)
- دان بيلزيريان على موقع قاعدة بيانات الأفلام السويدية (السويدية)
- دان بيلزيريان على موقع قاعدة بيانات الفيلم (الإنجليزية)
- دان بيلزيريان على موقع كينوبويسك (الروسية)